# Din for altid
Din for altid er en dansk kortfilm fra 1999, der er instrueret af Carsten Sønder efter manuskript af Martin Reipuurt Brahtz.

## Handling
Igennem de sidste ti år har den 40-årige Jeppe aflagt sine daglige besøg på det plejehjem, hvor hans jævnaldrende og spastiske kone, Tove, er anbragt på livstid efter en alvorlig trafikulykke. I desperation over denne meningsløse skæbne, har Jeppe tilsidesat alt andet liv, og valgt at være hende tro og altopofrende. Men hans verden skal skælve, for hans skinliv bliver til sidst for meget for den spastiske kone. Under foregivelse af at være forelsket i sin plejer, smider hun en dag Jeppe på porten.

## Medvirkende
- Jens Albinus - Jeppe
- Birgitte Raaberg - Tove
- Josephine Akvama
- Gbatokai Dakinah
- Preben Harris